# Tłuszcz (gmina)
Tłuszcz – gmina miejsko-wiejska w województwie mazowieckim, w powiecie wołomińskim. W latach 1975–1998 gmina położona była w województwie ostrołęckim.
Siedziba gminy to Tłuszcz.
Według danych z 30 czerwca 2004 gminę zamieszkiwało 18 371 osób, a według spisu powszechnego z 2011 roku – 19 350.
Według danych z 31 grudnia 2019 roku gminę zamieszkiwało 20 109 osób.

## Struktura powierzchni
Według danych z roku 2002 gmina Tłuszcz ma obszar 102,83 km², w tym:
- użytki rolne: 67%
- użytki leśne: 15%

Gmina stanowi 10,76% powierzchni powiatu.

## Demografia

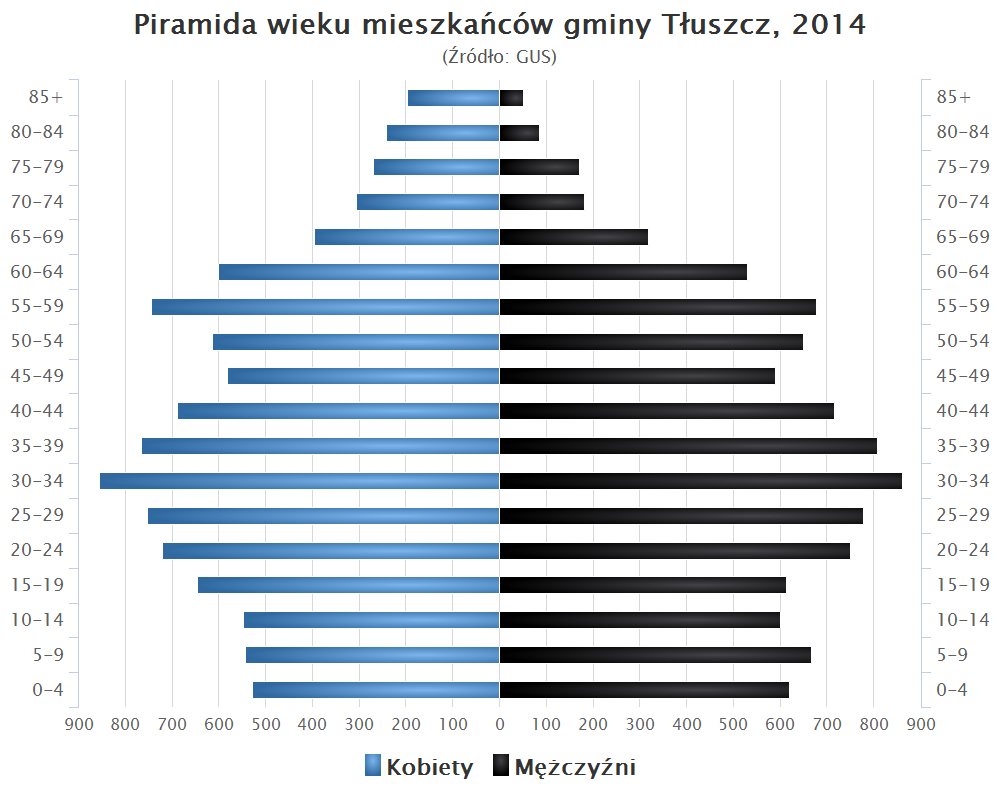
Piramida wieku mieszkańców gminy Tłuszcz w 2014 roku

Dane z 30 czerwca 2004:
| Opis                              | Ogółem | Ogółem | Kobiety | Kobiety | Mężczyźni | Mężczyźni |
| --------------------------------- | ------ | ------ | ------- | ------- | --------- | --------- |
| jednostka                         | osób   | %      | osób    | %       | osób      | %         |
| populacja                         | 18 371 | 100    | 9299    | 50,6    | 9072      | 49,4      |
| gęstość zaludnienia (mieszk./km²) | 178,7  | 178,7  | 90,4    | 90,4    | 88,2      | 88,2      |

## Sołectwa
Białki, Brzezinów, Chrzęsne, Dzięcioły, Franciszków, Grabów, Jadwinin, Jarzębia Łąka, Jasienica, Jaźwie, Kozły, Kury, Łysobyki, Miąse, Mokra Wieś, Pawłów, Postoliska, Pólko, Rudniki, Rysie, Stasinów, Stryjki, Szczepanek, Szymanówek, Wagan, Waganka, Wólka Kozłowska, Zalesie.
Miejscowości podstawowe bez statusu sołectwa: Balcery, Fiukały, Konary, Marianów, Moczydło, Wilczeniec i Zapole.

## Sąsiednie gminy
Dąbrówka, Jadów, Klembów, Poświętne, Strachówka, Zabrodzie